# Li Shifeng

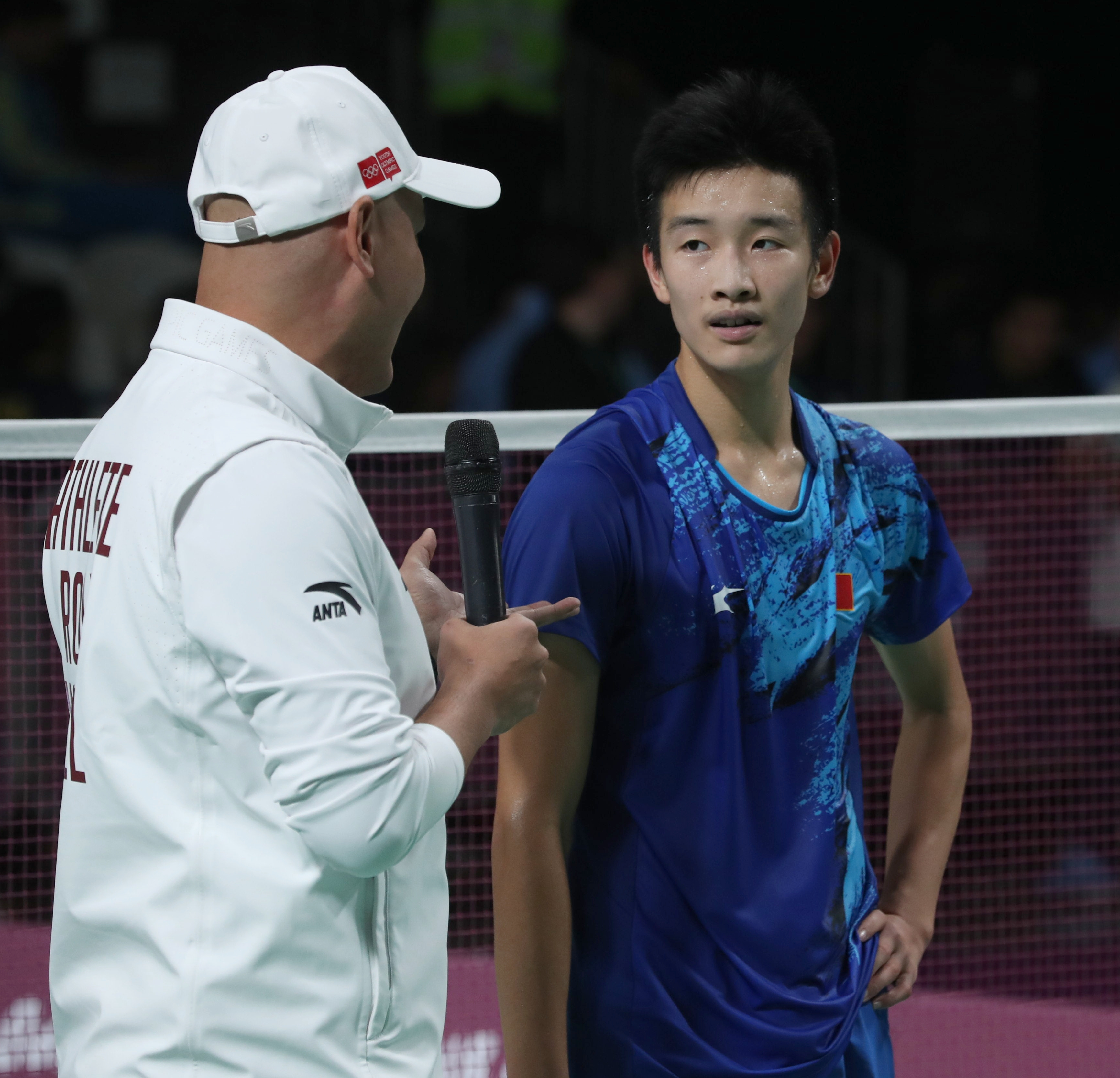
Li bei den Olympischen Jugend-Sommerspielen 2018 in Buenos Aires

Li Shifeng (chinesisch 李诗沣, Pinyin Lǐ Shīfēng; * 9. Januar 2000 in Nanchang, Jiangxi) ist ein chinesischer Badmintonspieler.

## Karriere
Li begann mit sechs Jahren Badminton zu spielen. 2017 erreichte er das Endspiel der Korea Juniors und wurde bei den Juniorenweltmeisterschaften mit dem chinesischen Nachwuchsteam Erster. Im folgenden Jahr zog Li bei den Dutch Juniors und den German Juniors ins Finale ein. Außerdem verteidigte er mit der Nationalmannschaft den Titel bei den Juniorenweltmeisterschaften und kam im Herreneinzel auf den dritten Platz. Des Weiteren wurde er mit der Juniorenmannschaft Asienmeister. Bei den Olympischen Jugend-Sommerspielen in Buenos Aires triumphierte Li im Endspiel gegen den Inder Lakshya Sen und gewann die olympische Goldmedaille. 2019 wurde er bei den Austrian International und den Iran Fajr International Zweiter und war mit seinem Sieg bei den Canada Open erstmals bei einem Wettkampf der BWF World Tour erfolgreich. Zwei Jahre später erspielte Li mit der chinesischen Nationalmannschaft beim Thomas Cup, der Weltmeisterschaft der Herrenteams die Silbermedaille, nachdem China im Endspiel gegen Indonesien unterlag. Außerdem erreichte er das Endspiel der Thailand Open 2022, in dem er gegen Lee Zii Jia scheiterte.

## Sportliche Erfolge
| Jahr | Veranstaltung                       | Platz | Disziplin    |
| ---- | ----------------------------------- | ----- | ------------ |
| 2017 | Korea Juniors 2017                  | 2.    | Herreneinzel |
| 2017 | Juniorenweltmeisterschaft 2017      | 1.    | Mannschaft   |
| 2018 | Dutch Juniors 2018                  | 2.    | Herreneinzel |
| 2018 | German Juniors 2018                 | 2.    | Herreneinzel |
| 2018 | Olympische Jugend-Sommerspiele 2018 | 1.    | Herreneinzel |
| 2018 | Juniorenweltmeisterschaft 2018      | 3.    | Herreneinzel |
| 2018 | Juniorenweltmeisterschaft 2018      | 1.    | Mannschaft   |
| 2018 | Juniorenasienmeisterschaft 2018     | 1.    | Mannschaft   |
| 2019 | Dutch Open 2019                     | 3.    | Herreneinzel |
| 2019 | Orléans Masters 2019                | 3.    | Herreneinzel |
| 2019 | Iran Fajr International 2019        | 2.    | Herreneinzel |
| 2019 | Austrian International 2019         | 2.    | Herreneinzel |
| 2019 | Canada Open 2019                    | 1.    | Herreneinzel |
| 2021 | Thomas Cup 2020                     | 2.    | Mannschaft   |
| 2022 | Thailand Open 2022                  | 2.    | Herreneinzel |